# 強皮症
強皮症（きょうひしょう、英: Scleroderma）は、全身の皮膚が硬くなる他、内臓にも病変を発症する原因不明の慢性疾患である。古典的五大膠原病のひとつ。

## 分類
強皮症は以下の通りに分類される。一般的には全身性強皮症（SSc）のことをさす。
- 強皮症（Scleroderma）
  - 限局性強皮症（Localized Scleroderma）
    - 線状強皮症
    - 斑状強皮症（モルフィア）

  - 全身性強皮症（Systemic Sclerosis：SSc）
    - 限局皮膚硬化型強皮症（limited cutaneous SSc）：抗セントロメア抗体
    - びまん皮膚硬化型強皮症（diffuse cutaneous SSc）：抗トポイソメラーゼI（抗Scl-70）抗体・抗RNAポリメラーゼIII抗体

## 疫学
30-60代に多く、男女比は1:9で、女性に多い。最も頻度が高いのはアメリカ・オクラホマ州のチョクトー族インディアンで、罹患率が100,000人中469人である。

## 症状

### 皮膚症状
手指末梢から中枢へかけて進展していく皮膚硬化が特徴的症状である。主に以下が認められる。
レイノー現象
冷たいところに出ると、突然手が白〜紫色になり、数分後逆に真っ赤になってしまうことで、他の膠原病（混合性結合組織病・SLE）などでもみられるが本症にもっとも特徴的である。
爪上皮出血点 (nail fold bleeding; NFB)
SScによる二次性レイノー症状の診断には、NFBが有用である。NFBは爪郭の爪上皮内の点状の黒色の出血点として肉眼視できる。NFB はSScの約70%に認められる。爪上皮の点状出血は皮膚筋炎でもみられる兆候である。
皮膚硬化
病変は、手の指の先端からはじまり次第に体の中心に向かってゆき、皮膚の硬化が体幹にまで至らないのが限局型である。最初は皮膚は浮腫状にはれあがり「ソーセージ状の指」などと呼ばれ、次第にやわらかさが消え、硬くなり、逆に萎縮がみられてゆく。最終的にはカチカチに硬い皮膚となって満足に関節も曲げられなくなる。
皮膚石灰化
限局型強皮症に顕著認められ、皮下にカルシウムアパタイトの沈着が見られ、手のレントゲン撮影で容易にわかる。
色素脱失
塩胡椒様皮膚変化 (salt-and-pepper skin changes) と呼ばれる色素脱失に伴う皮膚が白くなる変化がみられることがある。

### 全身症状
肺・腎臓障害が多く認められ、その他逆流性食道炎等もみられる。臨床像や自己抗体によって併発する臓器病変の特徴が異なる。長期経過に伴い腸管の筋層が線維化を来し、蠕動不良による偽性腸閉塞を起こすことがある。吸収不全と蠕動不良により便秘と下痢を繰り返し、低栄養状態に陥る。
上記のレイノー現象、爪上皮出血点も含め、強皮症は「全身におよぶ血管炎」と認識するとその症状は理解しやすい。肺や腎臓（糸球体は小動脈）は毛細血管網からなる臓器であるため傷害を受けやすい。肝臓は類洞構造からなるため、毛細血管網を持たない。

## 臨床像

### 限局皮膚硬化型全身性強皮症
皮膚硬化が手指等に限局（肘もしくは膝より先、ただし顔面の皮膚硬化はあってもよい）し、一般的に慢性の経過をたどり、内臓器障害を生じにくい。自己抗体としては抗セントロメア抗体が陽性になることが多く、特定の症状を満たした場合はCREST症候群（Calsinosis Raynaud phenomenon Esohageal hypomotility sclerodactyria and telangiectagia）とよばれる事がある。肺高血圧症の合併は、抗U1-RNP抗体（混合性結合組織病）陽性例に多く予後不良である。

### びまん皮膚硬化型全身性強皮症
肺線維症や腎臓などの内臓器障害を生じやすく、特に抗トポイソメラーゼI抗体（抗Scl-70抗体）陽性例では肺線維症を合併することが多く、重症化する場合もある。また、抗RNAポリメラーゼIII抗体陽性例では急激な腎機能障害を呈することが多く、血液透析を要する腎不全を来すことがある（腎クリーゼ）。また、抗RNAポリメラーゼⅢ抗体例では、悪性腫瘍の合併もしばしばみられる。発症早期に皮膚硬化の進展を防ぐため中等量以上の副腎皮質ステロイドが投与されることがあるが、同治療により腎クリーゼを併発する可能性も指摘されている。

## 治療
自然経過である程度症状が安定するという特徴を持った疾患であり、かつ、自己免疫の異常→末梢血管障害→皮膚硬化という病態をたどり、皮膚硬化により診断が確定した時点では既に非可逆的な変化を来している場合が多いこともあって、疾患の経過を改善させるという明確な根拠のある薬剤は存在しない。かつてはd-ペニシラミンやシクロスポリンが投与されていたが、明確な有効性は示されていなかった。初期に副腎皮質ステロイドが用いられ、皮膚硬化や肺病変の進行に一定の効果を示すこともあるが、腎クリーゼ発症のリスクとされるなど、必ずしも有効な治療薬とならないこともまた、この疾患の治療をより困難としている。シクロフォスファミドがある程度疾患の進行を抑えるという報告があり、近年、ミコフェノレート酸モフェチルやリツキシマブ、トシリズマブの有効性が報告され、徐々に保険適応が進んでいる。造血幹細胞移植の有効性も指摘されているが、治療そのものの危険性もあり施行されている施設はごく限られている。
また、肺線維症に対して、抗線維化薬（ニンテダニブ）の効果も報告されている。腎クリーゼに対しては発症時にACE阻害薬を用いることが知られているが、予防投薬により効果が減弱するため、腎障害発症時以外の投薬は推奨されていない。ほか、対症療法として、皮膚への保湿剤、レイノーへのプロスタグランジン製剤やカルシウム拮抗薬、胸焼け（逆流性食道炎）に対するプロトンポンプ阻害薬、肺高血圧に対するエポプロステノールやボセンタンが用いられる。慢性経過で腸管蠕動不良を併発した場合は、対症療法のほか、中心静脈栄養による全身管理を要する場合がある。